# Rutilia corona
Rutilia corona là một loài ruồi trong họ Tachinidae.